# Canchungo
Canchungo – miasto w zachodniej Gwinei Bissau, w Regionie Cacheu, liczy 6 970 mieszkańców (dane szacunkowe na rok 2007 na podstawie World Gazetteer). Nazywane dawniej Vila Teixeira Pinto. Nazwa pochodzi od imienia portugalskiego majora, który w czasach kolonializmu pacyfikował ten kraj.